# The Rhythm Nation Compilation
A The Rhythm Nation Compilation Janet Jackson amerikai énekesnő Rhythm Nation 1814 című albuma videóklipjeinek gyűjteménye. A hét klipből álló összeállítás 1990-ben videókazettán, a 2000-es években DVD-n is megjelent. A kiadvány dupla platinalemez az Egyesült Államokban.
A Miss You Much klipnek a teljes változata rákerült, a székes koreográfiával a végén, az Alrightnak szintén a teljes változata szerepel rajta, Heavy D rapbetétjével, a Love Will Never Do (Without You)-nak pedig a fekete-fehér változata (a színezett helyett). A klipek között bepillantás a színfalak mögé.

## Számlista
1. Prologue
2. Rhythm Nation
3. Miss You Much (Extended Version)
4. Escapade
5. Alright (Extended Version)
6. Black Cat (Extended Version)
7. Come Back to Me
8. Love Will Never Do (Without You)
9. Epilogue